# Aurelio Menegazzi
Aurelio „Aléardo” Menegazzi (ur. 15 listopada 1900 w Buttapietra, zm. 23 listopada 1979 w Mediolanie) – włoski kolarz torowy, złoty medalista olimpijski.

## Kariera
Największy sukces w karierze Aurelio Menegazzi osiągnął w 1924 roku, kiedy wspólnie z Angelo De Martinim, Alfredo Dinale i Francesco Zucchettim zdobył złoty medal w drużynowym wyścigu na dochodzenie podczas igrzysk olimpijskich w Paryżu. W wyścigu finałowym drużyna włoska pokonała zespół z Polski. Był to jedyny medal wywalczony przez Menegazziego na międzynarodowej imprezie tej rangi. Był to również jego jedyny start olimpijski. Nigdy nie zdobył medalu na torowych mistrzostwach świata.